# Robert Simons
Robert Adrianus Cornelis Johannes Simons (Goirle, 5 januari 1963) is een Nederlands bestuurder en Leefbaar Rotterdam-politicus. Sinds 16 juni 2022 is hij wethouder en locoburgemeester van Rotterdam.

## Biografie

### Politieke carrière
In 2004 sloot Simons zich als vrijwilliger aan bij Leefbaar Rotterdam; hij was toen actief in de Rotterdamse wijk Feijenoord. Zowel in de periode 2006-2010 als 2010-2014 werd Simons verkozen als gemeenteraadslid voor Leefbaar Rotterdam. Als gemeenteraadslid werd hij voor de partij woordvoerder voor de portefeuille ‘Bestuur, Veiligheid en Middelen’. In 2015 werd Simons gekozen als partijvoorzitter. Deze functie bekleedde hij tot 2017. In datzelfde jaar werd hij wethouder ‘Stedelijke ontwikkeling en Integratie’, nadat Leefbaar wethouder Ronald Schneider moest opstappen naar aanleiding van de geruchtmakende Waterfrontfraude. Deze bestuursfunctie heeft Simons bekleed tot juli 2018. In deze periode werd onder andere begonnen met de bouw van ruim 6000 woningen.
In 2018 werd er een college gevormd zonder Leefbaar Rotterdam en keerde Simons in de gemeenteraad terug als gemeenteraadslid en nestor van de raad. Hij werd in de fractie verantwoordelijk voor de onderwerpen: economie, mobiliteit, duurzaamheid, grote projecten (o.a. Feyenoord City) en sinds het vertrek van Joost Eerdmans ook voor de portefeuille veiligheid. Na het vertrek van Eerdmans naar de Tweede Kamer in maart 2021, werd Simons door de fractie gekozen als nieuwe fractievoorzitter.
In mei 2021 werd bekend dat het partijbestuur Simons ging voordragen als lijsttrekker voor de gemeenteraadsverkiezingen van 16 maart 2022. Tijdens de ALV van 19 september 2021 werd de voordracht officieel bekrachtigd. Leefbaar Rotterdam werd opnieuw de grootste partij van Rotterdam (20,1%) met 10 zetels. Onder leiding van Simons werd een coalitie gevormd met Leefbaar Rotterdam, VVD, D66 en Denk; op 10 juni 2022 presenteerde deze coalitie het coalitieakkoord Eén Stad. Op 16 juni 2022 werd Simons benoemd tot wethouder en locoburgemeester van Rotterdam. In zijn portefeuille heeft hij Haven, Economie, Horeca en Bestuur (wijken en kleine kernen) en Vastgoed. Na het vertrek van Gerben Vreugdenhil als wethouder van Rotterdam en tot de installatie van Ronald Buijt als wethouder van Rotterdam had hij tijdelijk Grote Projecten en Vastgoed in zijn portefeuille. Na de beëdiging van Buijt werd op 1 november 2022 de portefeuille Vastgoed aan Simons toebedeeld.

### Maatschappelijke carrière
Na de middelbare school was Simons van 1984 tot 1989 stuurman op de kleine handelsvaart bij diverse rederijen. Van 1989 tot 1995 was hij stuurman grote handelsvaart bij Jo Management in Spijkenisse. Van 1985 tot 1986 volgde hij een opleiding tot derde stuurman grote handelsvaart Hogere Zeevaartschool Amsterdam. Van 1990 tot 1991 volgde hij daar een opleiding tot eerste stuurman, wat resulteerde in een kapiteinsbevoegdheid voor alle schepen.
Van 1995 tot 1997 was Simons procesoperator in de Rotterdamse procesindustrie. In 1997 begon Simons als inspecteur bij de Scheepvaartinspectie. Van 1998 tot 2004 was hij daar hoofd maritiem ongevallenonderzoek (vanaf 2001 onderdeel van IVW). 
Aansluitend werkte Simons van 2004 tot 2009 bij de Inspectie Verkeer en Waterstaat van het ministerie van Verkeer en Waterstaat als leidinggevende bij het domein scheepvaart. Van 2009 tot 2011 werkte hij als leidinggevende bij het domein rail en weg en van 2011 tot 2017 als leidinggevende bij het domein luchtvaart bij de Inspectie Leefomgeving en Transport van het ministerie van Infrastructuur en Milieu. Van 2018 tot 2020 werkte hij als bestuursadviseur/projectleider en van 2020 tot 2022 als programmamanager/bestuursadviseur bij de Inspectie Leefomgeving en Transport van het ministerie van Infrastructuur en Waterstaat.

### Studie
Simons studeerde van 1997 tot 1999 technische bedrijfskunde aan de Hogeschool Rotterdam en Omstreken. Van 2000 tot 2003 studeerde hij bestuurskunde, publiek-private bedrijfsvoering, aan de Erasmus Universiteit Rotterdam en behaalde daar zijn doctoraal.

### Persoonlijk
Robert Simons is getrouwd en vader van 3 kinderen.